# Dianne Edwards
Pour les articles homonymes, voir Edwards.
Dianne Edwards, née en 1942 à Swansea, est une paléobotaniste britannique, professeure émérite de l'université de Cardiff, présidente de la Linnean Society of London de 2012 à 2015.

## Biographie
Dianne Edwards est née à Swansea dans le pays de Galles du Sud, mais elle a passé beaucoup de temps dans la péninsule de Gower où ses parents possédaient un bungalow.
Elle obtient sa licence au Girton College, puis réalise un doctorat à l'université de Cambridge. Elle est chargée de recherches au Natural Environment Research Council et Girton College, puis poursuit sa carrière à l'université de Cardiff, où elle est maître de conférences, puis professeure, jusqu'à sa retraite académique. Elle y a dirigé le département « Earth, Ocean and Planetary Sciences »,.
En 2012, elle succède à Vaughan Southgate comme présidente de la Linnean Society de Londres, devenant ainsi la deuxième femme à occuper cette fonction, après Irene Manton (1973-1976).

## Recherches
Ses premières recherches concernent les fossiles de plantes britanniques, notamment ceux conservés dans la pyrite. Une grande partie de ses travaux ultérieurs ont porté sur la flore de Rhynie et les charbons de bois, macroscopiques et microscopiques, des régions frontalières galloises et du sud du pays de Galles.
Elle a mis en évidence la présence de tissu vasculaire dans la Cooksonia et s'est attachée à décrire et à analyser les stomates des premières plantes terrestres,,
Elle a également travaillé sur des fossiles peu connus, tels que Nematothallus, Tortilicaulis et Prototaxites.
Elle a décrit plusieurs genres de plantes fossiles, parmi lesquels Danziella
et Demersatheca.

## Distinctions
- 1996 : membre de la Royal Society[14]
- 1999 : commandeur de l'ordre de l'Empire britannique (CBE)[15]
- Commissaire d'exposition du musée d'histoire naturelle de Londres
- 2001 : membre de la Royal Society of Edinburgh
- 2004 : médaille Lyell[16]
- 2010 : membre fondateur de la Learned Society of Wales (en)[17] et en devient la première vice-présidente de la section Science, technologie et médecine.
- 2005 : docteur honoris causa de l'université de Dublin[15]
- 2010 : médaille linnéenne[15]
- 2012-2015 : présidente de la LSL
- 2013 : Lapworth Medal (en) de la Palaeontological Association[15]
- 2014 : docteur honoris causa de la faculté de sciences et technologie de l'université d'Uppsala[15]

## Publications
- avec P. Spears & A. Channing, Flowering Plant Families at the National Botanic Garden of Wales Based on the Classification System of the Angiosperm Phylogeny Group, London: FIRST, 2011.
- avec P. Gensel (dir.), Plants invade the land: evolutionary & environmental perspectives. Critical Moments and Perspectives in Earth History and Paleobiology, New York: Columbia University Press, 2001.
- avec D. R. Lees (dir.), Evolutionary Patterns and Processes, Linnean Society Symposium Series, Vol. 14. London: Academic Press, 1993.
- (mélanges) avec M. W. Dick (dir.), Contributions to Palaeontology: Retirement Tribute to Professor W. S. Lacey, London: Academic Press Inc. (The Linnean Society of London) 1983.
- avec M. G. Bassett, Fossil Plants from Wales, Geological Series, Vol. 2. Cardiff: National Museum of Wales, 1982.